# Ole Klemetsen
Ole Klemetsen (Stavanger, 30 agosto 1971) è un pugile norvegese.

## Carriera
Vinse le medaglie di bronzo ai campionati europei e mondiali dilettanti 1991. Rappresentò poi la Norvegia ai Giochi della XXV Olimpiade. Si ritirò il 16 giugno 2001, a seguito di una sconfitta sofferta contro Thomas Hansvoll.